# Вальгорж
Вальго́рж (фр. Valgorge, окс. Vaugòrja) — коммуна во Франции, находится в регионе Рона — Альпы. Департамент коммуны — Ардеш. Административный центр кантона Вальгорж. Округ коммуны — Ларжантьер.
Код INSEE коммуны — 07329.

## Население
Население коммуны на 2008 год составляло 454 человека.
| 1962 | 1968 | 1975 | 1982 | 1990 | 1999 | 2008 |
| ---- | ---- | ---- | ---- | ---- | ---- | ---- |
| 320  | 338  | 353  | 330  | 430  | 450  | 454  |

## Экономика
В 2007 году среди 277 человек в трудоспособном возрасте (15—64 лет) 155 были экономически активными, 122 — неактивными (показатель активности — 56,0 %, в 1999 году было 47,1 %). Из 155 активных работали 134 человека (70 мужчин и 64 женщины), безработных было 21 (14 мужчин и 7 женщин). Среди 122 неактивных 16 человек были учениками или студентами, 31 — пенсионерами, 75 были неактивными по другим причинам.

## Достопримечательности
- Замок Шастане (XV век)
- Часовня Шастане в готическом стиле
- Церковь Сен-Мартен (XIX век)

## Города-побратимы
- Амуа (Бельгия)

## Фотогалерея
- Деревня Вальгорж
- Памятник погибшим в Первой мировой войне
- Карта коммуны